# 胡朝

胡朝
大虞

胡朝（こちょう、ホーちょう、ベトナム語：Nhà Hồ / 家胡）は、ベトナムを支配した王朝（1400年 - 1407年）。首都はタインホア。

## 経歴

### 成立への過程
1225年に成立した陳朝は徹底的な血縁重視体制（上皇体制）を採ることで中央集権化を進めていた。13世紀までは有能な皇帝や一族（陳興道）らが多数現れて有効に機能したが、14世紀になると有能な皇帝・血族が現れずに国内は皇族や重臣の離反・腐敗などで乱れた。
このような中で勢力を拡張したのが、五代十国時代（940年代）に婺州永康県から南下・移住した祖先を持つ胡季犛である。彼は陳朝で採用されていた科挙で選抜された官僚と手を組んで陳朝内部で巧みに勢力を拡張し、第9代皇帝・芸宗の外戚となってその寵愛を受けた。第10代皇帝・睿宗が対チャンパ戦争で戦死して皇帝の威信が衰えると、1388年には第11代皇帝・陳晛を殺害して自らの娘婿である順宗を擁立し、宰相として実権を握った。
1394年、上皇としてかろうじて陳朝を支えていた芸宗が死去すると、胡季犛は直ちに有力皇族と重臣の粛清を開始。1398年には成長した順宗を廃して殺し、幼少の少帝を擁立する。1400年には遂に少帝をも廃し、自らが皇帝として即位。国号を大虞と改め、姓を黎から胡とした。ここに陳朝は滅び、胡朝が誕生したのである。
胡朝は、古代中国周代の諸侯国のひとつ陳の建国者胡公の子孫を主張しており、胡公は、中国神話の君主舜の後裔のため、胡季犛によって舜は胡朝の始祖として認められている。

### 滅亡
胡季犛は粛清と簒奪を繰り返したため、周囲からの恨みと反感を買っていた。このため陳朝の血を引く息子の胡漢蒼に皇位を譲って上皇となった。しかし実権は依然として胡季犛が掌握していた。
胡季犛は陳朝と同じく血族重視制度を採用しながらも、一方で旧体制の弊害だった貴族制度の廃止や科挙制度のさらなる改革による有能な人材の登用、軍事力の強化、文芸奨励、戸籍制度の導入など様々な進歩的改革を進めた。
しかし中国南部への勢力拡大を企図する明の永楽帝は、陳朝の復権とその皇族の即位を要求する。胡季犛はこれを拒絶して永楽帝と対立、明のベトナム侵攻の口実を与え、1407年に明の大軍の侵攻（明・大虞戦争）を受けた首都タインホアは陥落した。胡季犛と胡漢蒼の父子は明軍によって南京に護送され、永楽帝によって父子ともども処刑された。
わずか2代7年の短命王朝であった。

## 歴代君主
1. 胡季犛（胡一元）
2. 胡漢蒼

## 関連文献
- 『アジア歴史事典』（平凡社）ISBN 9784582108002
- 『東南アジアを知る事典』（平凡社）ISBN 9784582126389